# 星點長鰭鰏魚
星點長鰭鰏魚（学名：Solocisquama stellulatus），又名星點長鰭蝠魚、棘茄魚，为棘茄魚科長鰭蝠魚屬下的一个种。